# Близняк, Евгений Варфоломеевич
Евгений Варфоломеевич Близняк (28 марта [9 апреля] 1881, Мстиславль, Могилёвская губерния, Российская империя — 23 октября 1958, Москва, СССР) — российский и советский учёный и государственный деятель, гидролог, гидротехник, педагог, профессор (1923), руководитель проекта и строительства Волго-Донского канала (1918). Заслуженный деятель науки и техники РСФСР (1947).

## Биография
Родился 28 марта (9 апреля) 1881 года в Мстиславле.
В 1904 году с отличием окончил Петербургский институт инженеров путей сообщения.
До 1907 года занимался гидрологическими работами на реке Северский Донец с целью водоснабжения Донбасса. Стал известен среди специалистов многолетними исследованиями реки Енисей от Большого порога в Западном Саяне до устья у Карского моря, за которые в 1912 году был награждён серебряной медалью Русского географического общества.
В годы Первой мировой войны руководил строительством моста через реку Висла, затем был назначен начальником отдела водных и гужевых коммуникаций Ставки Западного фронта.
С 1918 года Е. В. Близняк — начальник изысканий, проектирования и строительства Волго-Донского канала. В 1918—1928 годах он возглавлял Водное управление Народного комиссариата путей сообщения страны, участвовал в составлении Государственного плана электрификации России (ГОЭЛРО). Руководил разработкой схемы электрификации Западной Сибири.
С 1921 года преподавал в вузах Москвы: МГУ, МИСИ, гидрометеорологическом институте (с 1930) и других. В 1928—1930 годах — директор организованного им Гидролого-гидротехнического института, руководил разработкой методики составления Водного кадастра СССР, возглавлял Секцию водохозяйственных проблем АН СССР.
С 1950 года — заведующий кафедрой гидрологии суши географического факультета Московского университета.
Умер 23 октября 1958 года в Москве. Похоронен на Новодевичьем кладбище.

## Научная деятельность
Внёс большой вклад в развитие гидрологии и водного хозяйства СССР. Занимался исследованием и организацией Обь-Енисейского водного пути в пределах нынешних Томской области и Красноярского края.
Выбрал трассу прокладки Волго-Дона очень близкую к той, по которой 30 лет спустя было осуществлено его строительство. Руководил разработкой схемы использования гидроэнергии Енисея, Ангары, Витима и других рек Сибири. Участвовал в экспертизе важнейших водохозяйственных проектов.
Автор ряда учебников, в том числе «Водные исследования» (1952), переведённого на ряд иностранных языков, «Водно-технические изыскания» и «Водно-энергетические изыскания».

## Основные труды
- «Чудеса строительного искусства» (в соавт., 1926),
- «Инженерная гидрология» (1939, совместно с Б. В. Поляковым),
- «Гидрография рек СССР» (в соавт., 1945),
- «Гидравлическое обоснование методов речной гидрометрии» (в соавт., 1950),
- «Водные исследования» (1952),
- «Гидротехнические изыскания» (1956),
- «Водноэнергетические изыскания» (в соавт., 1957),
- «Русловые процессы: сборник статей» (1958),
- «Гидравлика сооружений» (1959)